# Szmikita
La szmikita és un mineral de la classe dels sulfats, que pertany al grup de la kieserita. Rep el seu nom d'Ignaz Szmik, oficial de mines a la localitat de Felsöbanya, a Romania.

## Característiques
La szmikita és un sulfat de fórmula química Mn(SO₄)(H₂O). Cristal·litza en el sistema monoclínic, i acostuma a trobar-se en forma d'eflorescències. La seva duresa a l'escala de Mohs és 1,5.
Segons la classificació de Nickel-Strunz, la szmikita pertany a «07.CB: Sulfats (selenats, etc.) sense anions addicionals, amb H₂O, amb cations de mida mitjana» juntament amb els següents minerals: dwornikita, gunningita, kieserita, poitevinita, szomolnokita, cobaltkieserita, sanderita, bonattita, aplowita, boyleïta, ilesita, rozenita, starkeyita, drobecita, cranswickita, calcantita, jôkokuïta, pentahidrita, sideròtil, bianchita, chvaleticeïta, ferrohexahidrita, hexahidrita, moorhouseïta, niquelhexahidrita, retgersita, bieberita, boothita, mal·lardita, melanterita, zincmelanterita, alpersita, epsomita, goslarita, morenosita, alunògen, metaalunògen, aluminocoquimbita, coquimbita, paracoquimbita, romboclasa, kornelita, quenstedtita, lausenita, lishizhenita, römerita, ransomita, apjohnita, bilinita, dietrichita, halotriquita, pickeringita, redingtonita, wupatkiïta i meridianiïta.

## Formació i jaciments
Va ser descoberta a la localitat de Baia Sprie (Felsöbánya), a la província de Maramureș (Romania). També ha estat descrita a Suïssa, Itàlia, França i Àustria, pel que fa al continent europeu, i al Japó, Austràlia i al Canadà de la resta del planeta.